# Општина Чепленица (Јаши)
Чепленица (рум. Cepleniţa) општина је у Румунији у округу Јаши.
Oпштина се налази на надморској висини од 148 m.